# Thyenula ammonis
Thyenula ammonis är en spindelart som beskrevs av Denis 1947. Thyenula ammonis ingår i släktet Thyenula och familjen hoppspindlar. Inga underarter finns listade i Catalogue of Life.